# Gian Nicola Babini
Gian Nicola Babini (Faenza, 24 aprile 1944 – Faenza, 11 marzo 2012) è stato un chimico e ricercatore italiano, attivo in particolare nel campo della ricerca sui materiali ceramici. Lavorò per numerose aziende e istituti pubblici anche a livello internazionale e fu presidente della Società Europea della Ceramica per due mandati (1993/1995 e 2001/2005). In suo onore è stato istituito il Premio Gian Nicolas Babini (premio industriale ECerS) che viene assegnato ogni due anni a una persona che ha contribuito allo sviluppo dell'industria ceramica europea con risultati tecnici eccezionali.

## Biografia
Conseguita la laurea in Chimica Industriale presso l'Università di Bologna, nel 1975 entrò a far parte del Consiglio Nazionale delle Ricerche presso l'Istituto di Scienza e Tecnologia dei Materiali Ceramici, dove svolse la propria attività di studio relativa alla scienza e tecnologia dei nuovi materiali ceramici sia ossidici che non ossidici per applicazioni strutturali, elettriche, biomedicali.
Per incarico dell'allora direttore, Tonito Emiliani, curò la realizzazione della nuova sede dell'Istituto poi inaugurata nel 1979. Nel 1985 ne diventò direttore,  e lo fu ininterrottamente fino al 2008. Sotto la sua guida il campo di studio si estese ai materiali ceramici tradizionali per applicazioni nel settore delle costruzioni e dell'artigianato artistico (laterizi, piastrelle, sanitari, colorifici, impiantistica, materie prime) approfondendo le esigenze di innovazione per il conseguimento della qualità totale dei prodotti in tale settore per il quale l'Italia è all'avanguardia nel mondo. Da segnalare nel 2002 un esperimento in cui riusciì a ricavare materiale ceramico partendo da un campione di legno di obece.

### Al vertice della ceramica europea
Oltre alla direzione dell'Istituto CNR, ricoprì numerosi incarichi istituzionali tra cui presidente per due mandati della Società Ceramica Italiana (1994/2000), presidente della ECERS (1993/1995 e 2001/2005), condirettore del Research Institute for Nanoscience (RIN) – Kyoto Institute of Technology di Kyoto (progetto del Ministero degli Affari Esteri, periodo 2003/2005), consigliere del CdA ASTER Scarl dal 2004 al 2007, presidente dell'International Ceramic Federation dal 2006 al 2008 e presidente dell'International Congress on Ceramics di Verona 2008. Inoltre dedicò un rilevante impegno alla realizzazione di iniziative relative alla formazione di ogni ordine e grado, considerando questa l'azione primaria per la valorizzazione delle attività di ricerca e per il sostegno all'innovazione tecnologica delle imprese e alla costituzione di nuove imprese.
Curò numerose iniziative relative al trasferimento tecnologico e al sostegno per l'innovazione e costituzione di imprese high tech, in particolare con l'iniziativa stabile "Technology Transfer Day" realizzata l'ACIMAC (Associazione Industriale per le Macchine Impianti Ceramici), con la responsabilità di un'unità operativa del P.S. - Trasferimento tecnologico del CNR e poi con la collaborazione al progetto esecutivo del Comune di Faenza del "Parco delle Arti e delle Scienze - Evangelista Torricelli – Faventia", situato in adiacenza alle sedi di CNR-ISTEC ed APC, ove venne realizzato l'incubatore.
Tale attività ed i relativi risultati hanno dato luogo anche ad un'intensa attività pubblicistica che si è articolata nella stesura di articoli scientifico (più di 100 articoli)  su riviste internazionali, nella partecipazione in qualità di relatore a convegni e scuole sia di tipo scientifico che divulgativo nonché nel conseguimento di brevetti per lo sfruttamento industriale.
Dal 2009, riconfermando il proprio interesse all'innovazione per il conseguimento della qualità totale, contribuì, in collaborazione con ECO Certificazioni S.p.A., all'ottimizzazione del sistema italiano di certificazione.  Dal 2009 fu presidente di CerInvest Srl, attiva nella progettazione di materiali ceramici high tech e nella certificazione di prodotti per costruzioni per conto di ECO SpA, ricoprendone nel 2010 la carica di vice presidente.
Nel 2011 fu chiamato alla Presidenza della Società italo-cinese I&C Consulting Ltd.

### La morte
Morì nel 2012 all'età di 67 anni a seguito di una lunga malattia

## Premio Gian Nicolas Babini
In suo onore fu istituito nel 2015 il Premio Gian Nicolas Babini, assegnato ogni due anni a chi ha contribuito allo sviluppo dell'industria ceramica europea con risultati tecnici eccezionali.
I vincitori:
- 2015 - Jean-André Alary, Francia, 14° ECerS, Toledo (Spagna)
- 2017 - Joachim Heym, Germania, 15° ECerS, Budapest (Ungheria)
- 2019 - Jose María Domínguez Ibáñez, Spagna, 16° ECerS, Torino (Italia)
- 2022 - Franco Stefani, Italia, 17° ECerS, Cracovia (Polonia)
- 2023 - Moritz von Witzleben, Germania, 18° ECerS, Lione (Francia)